# Ovaticoccus variabilis
Ovaticoccus variabilis är en insektsart som beskrevs av Miller in Miller och Mckenzie 1967. Ovaticoccus variabilis ingår i släktet Ovaticoccus och familjen filtsköldlöss. Inga underarter finns listade i Catalogue of Life.